# Círculo de Kayes
Kayes es una subdivisión administrativa (cercle o círculo) de la región de Kayes, en Malí. En abril de 2009 tenía una población censada de 513 172 habitantes y estaba formada por las siguientes comunas o municipios, que se muestran igualmente con población de abril de 2009:
- Bangassi 12,097
- Colimbiné 12,497
- Diamou 14,130
- Djélébou 23,557
- Falémé 10,158
- Fégui 3,933
- Gory Gopela 7,866
- Gouméra 3,821
- Guidimakan Kéri Kaffo 20,032
- Hawa Dembaya 6,851
- Karakoro 15,206
- Kayes 126,319
- Kéméné Tambo 16,955
- Khouloum 18,994
- Koniakary 8,141
- Koussané 21,590
- Liberté Dembaya 14,366
- Logo 11,989
- Maréna Diombougou 18,672
- Marintoumania 8,061
- Sadiola 39,409
- Sahel 12,227
- Samé Diomgoma 12,411
- Ségala 25,803
- Séro Diamanou 23,339
- Somankidy 6,915
- Sony 8,707
- Tafacirga 9,126[1]